# Линних
Линних (нем. Linnich) — город в Германии, в земле Северный Рейн-Вестфалия.
Подчинён административному округу Кёльн. Входит в состав района Дюрен. Население составляет 13 468 человек (на 31 декабря 2010 года). Занимает площадь 65,46 км². Официальный код — 05 3 58 036.
Город подразделяется на 13 городских районов.

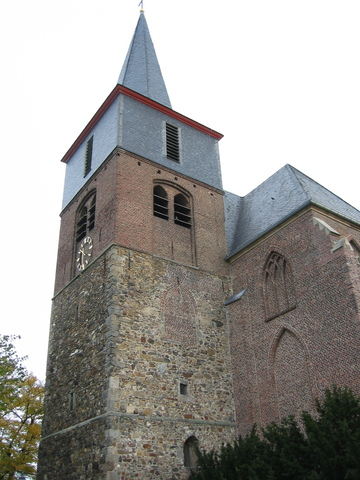
Линних

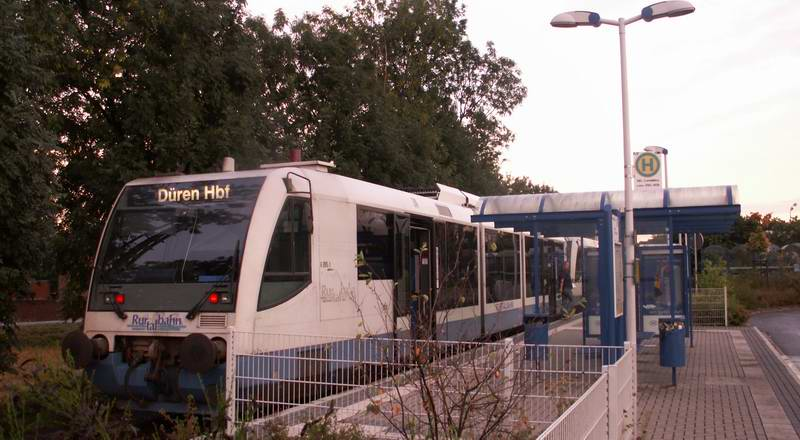
Ж/д станция (конечный пункт)